# Sextus Petronius Probus
Sextus Claudius Petronius Probus († um 390) war ein hochrangiger spätrömischer Aristokrat, der im 4. Jahrhundert n. Chr. lebte.

## Leben
Probus wurde vielleicht in Verona geboren. Er stammte aus der angesehenen Familie der Petronier und galt als einer der vornehmsten und einflussreichsten Männer seiner Zeit. Seine Familiengruft liegt in der Nähe der angeblichen Grabstätte des Apostels Petrus.
Die Karriere des Probus verlief märchenhaft: Er wurde in noch recht jungen Jahren 358 Prokonsul der Provinz Africa. 364 wurde er zum Prätorianerpräfekten ernannt, einem der höchsten zivilen Posten im spätrömischen Reich, zuständig für Illyricum. 368–375 und 383 sollte er ebenfalls das Amt des Prätorianerpräfekten bekleiden, diesmal für Illyricum, Italien und Africa, wobei er große Tatkraft bewies. 366 war er zudem für die gallische Präfektur zuständig. Im Jahr 371 bekleidete Probus das Konsulat zusammen mit dem Kaisersohn Gratian. 372/373 ernannte er Ambrosius zum Gouverneur der Provinz Aemilia-Liguria. Nach dem Tod Gratians diente er Valentinian II. und floh mit ihm zusammen vor dem Usurpator Magnus Maximus ins Ostreich zu Theodosius I. Anscheinend nahm Probus im Auftrag des Theodosius in den Jahren 383 bis 388 auch eine Art Vormundschaft für Valentinian II. wahr. Jedenfalls konnte kein anderer Mann seiner Zeit auf solch eine Laufbahn zurückblicken. Die außerordentliche Machtstellung und die hohe Bildung des Probus beeindruckten schon seine Zeitgenossen.
Probus war Christ, sah aber offenbar kein Problem darin, seinen Glauben mit weltlichen Ehren zu verbinden, die ohnehin für Mitglieder des römischen Senats, seien es nun Heiden oder Christen, von großer Bedeutung waren. Überhaupt zeigt die außergewöhnliche Karriere des Probus die Möglichkeiten, die sich Senatsmitgliedern noch immer eröffneten – zumal das Christentum nun auch immer attraktiver für die altadligen Familien wurde, denn Probus war kein Einzelfall. Selbst heidnische Kreise bemühten sich offensichtlich um ein gutes Verhältnis zu Probus. Dieser wird von Ambrosius, Ausonius, den Probus wohl gefördert hatte, und Claudian hochgelobt. Quintus Aurelius Symmachus, mit dem er befreundet war, hat sechs Briefe an Probus gerichtet. Ammianus Marcellinus hingegen kritisiert ihn in seinem Geschichtswerk, wobei er Probus bewusst sehr negativ darstellte. Es gelang Probus, ein riesiges Vermögen zu machen, das es ihm ermöglichte, recht freigiebig zu sein.
Er war mit Anicia Faltonia Proba verheiratet, was ihm den Namen und das Vermögen der angesehenen Anicier einbrachte. Er hatte wohl insgesamt vier Söhne und eine Tochter. Seinen Söhnen Anicius Hermogenianus Olybrius und Anicius Probinus wurde im Jahr 395 die hohe Ehre zuteil, das Konsulat gemeinsam zu bekleiden; Anicius Petronius Probus im Jahr 406. Auf seinem Grab finden sich Epitaphe in Gedichtform.